# Nancy Barbato Sinatra
Nancy Barbato Sinatra (Jersey City, Nova Jérsei, Estados Unidos, 25 de março de 1917 — Estados Unidos, 13 de julho de 2018), nascida Nanicia "Nancy" Rose Barbato, posteriormente conhecida como Nancy Sr., foi a primeira esposa de Frank Sinatra e mãe dos três filhos do cantor e ator norte-americano: Nancy Junior, Frank Sinatra Jr. e Tina Sinatra.

## Vida pessoal

### Infância
Nancy era a quarta dos sete filhos de Michelangelo "Michael" Barbato, um gesseiro, e de sua esposa, a dona de casa Giaraninna "Jenny" Barbato. O pai de Nancy era imigrante italiano, e sua mãe nasceu em Hoboken.
Nancy teve uma infância caracterizada por fortes valores familiares, além de estar cercada da cultura tradicional, não apenas em sua casa — ela era parte de uma grande e barulhenta família ítalo-americana em Jersey City, e cresceu com o barulho incessante de crianças falando umas com as outras nas refeições, sua mãe cuidando da cozinha enquanto a ópera de Verdi, ou Caruso, estava sempre tocando no rádio ou na vitrola —, como também em sua comunidade. Os poucos relatos sobre sua infância sugerem que ela teve uma criação relativamente estável e amorosa. A formação de seu caráter, bem como a influência em suas escolhas posteriores certamente tiveram sua base nesta criação.

### Frank Sinatra
No verão de 1934, Nancy, então com 17 anos, passava férias na casa de veraneio da família Barbato, em Long Branch, Jersey Shore, com seu pai, Mike, e seus tios Ralph e Kate, e estava na varanda da frente fazendo manicure, quando Frank Sinatra, que passava os finais de semana ali, na casa de sua tia Josie, bem em frente à casa dos Barbato, se aproximou tocando ukulele e fazendo uma serenata. Nancy e Frank, então com 19 anos, começaram a namorar, sendo Nancy sua primeira namorada séria.

No livro "Frank Sinatra: an American Legend", escrito por sua filha Nancy Sinatra e publicado em 1995, Nancy Barbato falou sobre aquele verão:
Acabamos passando muito tempo juntos naquele verão. Caminhamos pelo calçadão e fomos nos brinquedos. Fomos dançar no cassino e fizemos piqueniques na praia. Foi adorável e romântico. No Dia do Trabalho, todo mundo acabou voltando para a escola, e eu imaginei que aquele seria o fim do nosso pequeno caso de verão, me esquecendo de que Hoboken fica a apenas alguns quilômetros de Jersey City, onde eu morava. Ele me ligou, e continuamos saindo. Ele pegava ônibus para me ver. Quando eu estava trabalhando e ele não estava, eu lhe dava o dinheiro da passagem. A gente saía para ir a um show, ou se sentava em casa com a minha família, e ouvíamos ópera no toca-discos deles. Foi assim que Frank ouviu Caruso pela primeira vez, e acho que foi quando ele se apaixonou por ópera.
O primeiro encontro formal do casal ocorreu um ano depois, no verão de 1935. Sinatra e Nancy foram juntos ao Loew's Jersey Theatre, em Jersey City, onde assistiram a uma apresentação do cantor Bing Crosby, que fez com que Frank ficasse determinado a fazer da música o trabalho de sua vida.
O único emprego fixo que Frank Sinatra teve na vida foi dado pelo pai de Nancy. Como Frank deixara a escola em 1931, Michael Barbato o contratou como assistente de gesseiro, para ajudá-lo a ganhar um dinheiro extra. Assim, certa segunda-feira, muito cedo pela manhã, ele se apresentou para ajudar em um reparo em Jersey City, e trabalhou, com chapéu e macacão brancos, ao lado do irmão de Nancy, Bart. Na tarde daquele mesmo dia, ele chegou em casa, coberto de gesso e mancando, com todo o corpo dolorido. Ele trabalhou com Michael por duas semanas, até que um dia dormiu demais e decidiu tirar o dia de folga, e o dia seguinte, e parou de trabalhar.

### Casamento

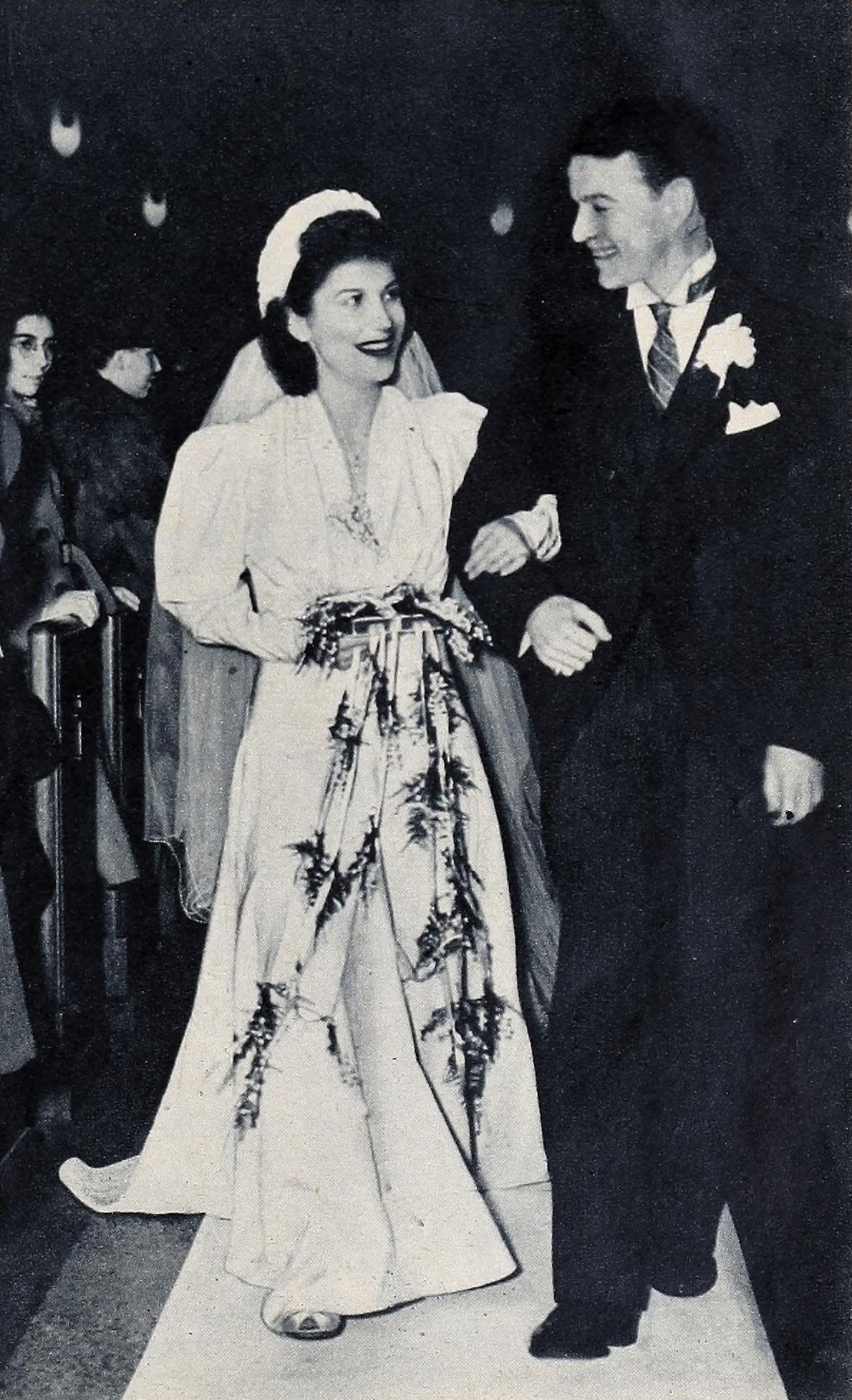
Nancy Barbato se casa com Frank Sinatra na Igreja Nossa Senhora das Dores, em Jersey City, Nova Jérsei, em 4 de fevereiro de 1939.

Em 4 de fevereiro de 1939, Nancy Barbato se casou com Frank Sinatra, na Igreja Nossa Senhora das Dores, em Jersey City, Nova Jérsei. Como presente de casamento, Sinatra lhe deu uma música dedicada a ela — que ele havia gravado em particular no dia anterior: a canção ‘"Our Love" (em português: "Nosso Amor"). À época do casamento, Nancy e Frank eram tão pobres que passaram sua lua de mel no próprio apartamento, no terceiro andar na Garfield Avenue, alugado por 42 dólares mensais, e ambos retornaram aos seus empregos, Frank Sinatra como garçom e também cantor, e Nancy como secretária, ganhando 25 dólares semanais na American Type Founders em Elizabeth, Nova Jérsei.
A vida de casada de Nancy era, ao mesmo tempo, bastante parecida com a de muitas mulheres das décadas de 1930 e 1940 — ela costurava as próprias roupas, cozinhava espaguete em casa do jeito que Sinatra mais gostava, e apoiava Frank em suas aspirações profissionais, inclusive viajando com o marido depois que ele foi contratado como cantor — e bastante singular, já que era ela quem fazia as gravatas que Sinatra usava em suas apresentações — costurando novas, sempre que algum fã da plateia as rasgava. Era ela, também, quem respondia às correspondências recebidas dos fãs, e, em meados da década de 1940, se mudou com ele para a Califórnia, depois que o marido expandiu sua carreira para incluir o cinema.
Na superfície, o casamento dos Sinatra parecia sólido. No entanto, a união do casal se mostrou instável desde o começo, sobretudo por conta das diversas infidelidades de um jovem constantemente longe de casa.

### Desgaste
As revistas retratavam Frank Sinatra como um homem de família aparentemente contente, mas ele frequentemente estava longe de casa. O artista não se esforçou nem um pouco para esconder seus casos com estrelas de Hollywood, como Lana Turner, Judy Garland, Marlene Dietrich, Marilyn Monroe e Angie Dickinson. O biógrafo James Kaplan escreveu em seu “Frank: The Voice”, de 2010, que, "quanto mais famoso Frank Sinatra ficava, mais mulheres queriam ir para a cama com ele, e ele não via motivo para não atender o máximo possível delas. Esconder as evidências raramente era sua primeira prioridade.”
No outono de 1940, Sinatra se apresentou com a banda de Tommy Dorsey no salão de baile Palladium, em Los Angeles. Nesta ocasião, a banda foi recrutada para aparecer em um filme da Paramount chamado Las Vegas Nights, onde Frank cantou "I'll Never Smile Again" por uma taxa extra de cerca de 15 dólares por dia. Durante as filmagens, Frank se instalou em uma suíte de luxo, cobrando a conta de Dorsey, e manteve um caso com uma atriz chamada Alora Gooding. Nancy descobriu sobre Gooding, e teve um motivo especial para se sentir traída: quatro meses antes, ela tinha dado à luz sua filha Nancy Jr.
De acordo com Joe D’Orazio, amigo de Frank Sinatra, enquanto estavam em uma viagem a Hoboken, o cantor reria dito “Posso ter qualquer mulher que eu quiser. Eu simplesmente não consigo me conter. Não quero machucar Nancy. Só não quero mais dormir com ela.” Já em uma conversa com Sammy Cahn, Frank admitiu que seu casamento estava em apuros: “Pouco tempo depois de termos a pequena Nancy eu sabia que nosso casamento estava indo mal. Deveríamos estar muito felizes, mas não estávamos.”
No entanto, para quem observava de fora, os Sinatra ainda pareciam ser felizes. George Evans, o agente de Frank Sinatra, ansioso por evitar escândalos, orquestrou uma sucessão de histórias piegas: os pais amorosos e sua filha de quatro anos, Nancy, chegaram até mesmo a aparecer em uma história em quadrinhos. O nascimento de um segundo filho do casal, Frank Jr., imediatamente antes de sua mudança para a Califórnia, trouxe a aparência de uma felicidade ainda maior. Frank esperava que este segundo filho cimentasse seu casamento, mas admitiu que, pouco a pouco, ele e Nancy se afastavam.
O casamento produziria uma terceira filha, Tina Sinatra, mas já não havia paixão entre o casal. Nancy convivia com os constantes boatos sobre os flertes de seu marido com outras mulheres, e chegou-se a comentar que, enquanto Frank Sinatra trabalhava no filme Anchors Aweigh, em 1945, ele tinha uma lista fixada na parte interna da porta de seu camarim, com as mulheres que ele cobiçava na MGM. Quando as filmagens terminaram, vários nomes já haviam sido marcados.
Na véspera de Ano Novo de 1945, os Sinatra deram uma festa, à qual a atriz Marilyn Maxwell compareceu. Marilyn, identificada como amante de Frank na época em que seu casamento começou a fracassar, usava uma pulseira de diamantes distinta — uma que Nancy havia encontrado por acaso alguns dias antes no porta-luvas de um dos carros da família. Imaginando se tratar de um presente surpresa para si mesma, ela deixou a pulseira onde estava, e agora ela estava no pulso de outra mulher. Nancy então mandou que Marilyn saísse de sua casa.

### Separação e divórcio
Em outubro de 1946, George Evans anunciou que Nancy e Frank haviam se separado. Nancy declarou a um colunista que a procurou que Frank queria "a liberdade da separação sem divórcio". O cantor havia saído de casa e estava procurando um apartamento. Mais tarde, Frank declarou que houve brigas intermináveis com Nancy "sobre assuntos triviais". No entanto, apenas dezessete dias depois de sair de casa, Frank estava de volta. Nancy e ele se reencontraram em frente a amigos, clientes e imprensa, em uma boate na Beverly Boulevard, chamada Slapsie Maxie’s, o que pareceu ser um truque de publicidade. Nancy e ele se sentaram sozinhos em mesas separadas, e quando o dono do local, Max Rosenbloom, pediu uma música. Frank cantou “Goin’ Home”, e foi até sua esposa. Eles se beijaram, dançaram e saíram dali juntos, sorrindo para um fotógrafo que esperava na porta. Frank disse a um repórter. “Acabou tudo. Estou em casa e vamos esquecer isso.”  Poucas semanas depois, no entanto, depois de levar Nancy para o leste para sua estreia no Waldorf, Frank estava se encontrando, e não pela primeira vez, com Lana Turner.
O casal acabou anunciando sua separação definitiva no Dia dos Namorados, 14 de fevereiro de 1950, com um caso extraconjugal adicional de Sinatra com a cantora e atriz Ava Gardner compondo suas transgressões e se tornando de conhecimento público. Em setembro, Nancy foi ao Tribunal Superior para descrever as misérias de seu casamento com Frank Sinatra. O juiz lhe concedeu a guarda legal dos filhos, da casa da família, além de um terço da renda futura do marido até o limite de 150 mil dólares por ano, de forma vitalícia — com incrementos quando ele, por ventura, ganhasse mais. Frank ficou com a casa de Palm Springs e "quaisquer discos fonográficos que ele desejasse". Em 1951, após apenas uma semana passada do divórcio definitivo, Frank Sinatra e Ava Gardner se casaram.

### Após o divórcio
De acordo com lembranças de Tina Sinatra, sua mãe guardou algumas camisas de Frank no armário durante anos, além de manter suas toalhas com monograma no banheiro. "Ela esperava, mesmo agora, que seu marido voltasse para casa."
George Jacobs foi criado de Frank Sinatra entre 1953 e 1958. Quando o contratou, Frank o levou para conhecer a família. “O Sr. S.”, Jacobs lembrou, “era como um garotinho que tinha acabado de sair do acampamento, voltando para casa para um jantar caseiro. Nancy, Big Nancy como era chamada... era tão maternal com Frank, parecia mais sua mãe do que sua esposa.”
Apesar do divórcio, Nancy continuou a manter uma relação amigável com o ex-marido. Ao longo dos anos, Frank teria feito diversos pedidos de pratos da cozinha italiana, pelos quais sua ex-esposa era conhecida por ser uma especialista. "Não existe amargura, apenas um grande respeito entre Sinatra e sua primeira esposa", Gay Talese escreveu em 1966. "E ele é, já há muito tempo, bem-vindo ma casa dela e e até mesmo conhecido por visitar em horas estranhas, acender a lareira, deitar no sofá e pegar no sono.” Ela nunca se casou novamente.

### Filhos

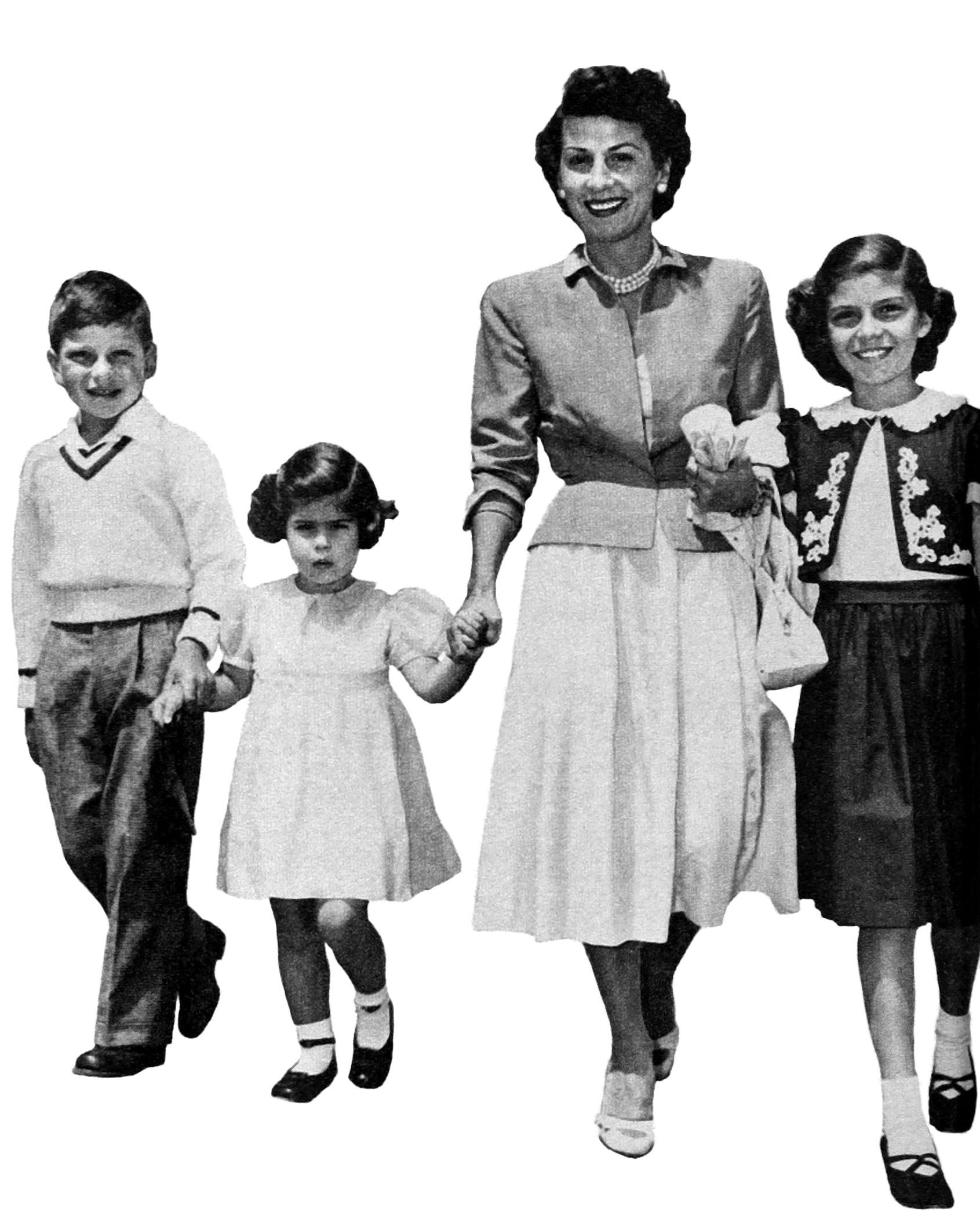
Nancy Barbato Sinatra com seus três filhos, em 1951, logo depois do divórcio de seu pai, Frank Sinatra. Da esquerda para a direita, Frank Jr., Tina, e Nancy.

Nancy e Frank Sinatra tiveram 3 filhos. Sua primeira filha, Nancy Sandra Sinatra, nasceu em 8 de junho de 1940. Quando Nancy Jr. tinha 4 anos dei idade, a carreira de seu pai decolou, o que mantinha Frank mais tempo na estrada do que em casa. Nancy Sinatra disse que a mãe lhe contou que, quando era criança, ela costumava chorar quando ouvia o pai cantando no rádio, achando que ele estivesse em casa.
Na década de 1960, quando sua filha se tornou uma estrela da música com sucessos como "These Boots are Made for Walkin'", Nancy Barbato se tornaria conhecida como Nancy Sr., ou Big Nancy.
O segundo filho de Nancy e Sinatra, Francis Wayne Sinatra, mais conhecido como Frank Sinatra Jr., nasceu em 10 de janeiro de 1944. Quando Frank Jr. tinha apenas 6 anos de idade, Nancy e Frank se divorciaram. Frank Jr. frequentou a Universidade do Sul da Califórnia para estudar piano e composição musical, fez parte de um grupo de canto na Disneylândia e acabou por deixar a faculdade por conta de uma oportunidade para ser vocalista da Tommy Dorsey Orchestra.
Christina “Tina” Sinatra, terceira filha de Nancy e Sinatra, nasceu em um Dia dos Pais, em 20 de junho de 1948. Embora Tina tenha recusado uma vaga na Escola de Drama de Yale quando estava com 18 anos, ela estudou com o ator Jeff Corey, e chegou a compartilhar seu talento musical no álbum de Natal de 1968, "The Sinatra Family Wish You a Merry Christmas".

### Morte
Nancy Barbato Sinatra faleceu com 101 anos de idade, em 13 de julho de 2018, duas décadas após a morte de seu ex-marido, falecido após um ataque cardíaco em 1998, quando Frank tinha 82 anos. Ela também viveu mais tempo do que o filho, Frank Jr., falecido também depois de sofrer um ataque cardíaco, em 2016.